# Tamara Pangelowa
Tamara Pangelowa (russisch Тамара Пангелова, engl. Transkription Tamara Pangelova, geb. Дунайская – Dunaiskaja – Dunayskaya; * 22. August 1943 in Poltawa) ist eine ehemalige sowjetische Mittel- und Langstreckenläuferin.

## Leben
1971 gewann sie bei den Halleneuropameisterschaften in Sofia Bronze über 1500 Meter.
Im Jahr darauf folgten über dieselbe Distanz Gold bei den Halleneuropameisterschaften in Grenoble und ein siebter Platz bei den Olympischen Spielen in München.
Bei den Europameisterschaften 1974 in Rom wurde sie Fünfte über 1500 Meter und Achte über 3000 Meter, bei den Halleneuropameisterschaften 1975 in Kattowitz Vierte über 1500 Meter.
1970 wurde sie sowjetische Meisterin über 800 Meter, 1967 und 1971 über 1500 Meter. In der Halle holte sie 1972 den nationalen Titel über 1500 Meter.

## Persönliche Bestzeiten
- 800 m: 2:04,0 min, 4. September 1967, Kiew
- 1500 m: 4:06,45 min, 9. September 1972, München
- 3000 m: 9:04,4 min, 15. Juli 1974, Helsinki